# 이발로 공항

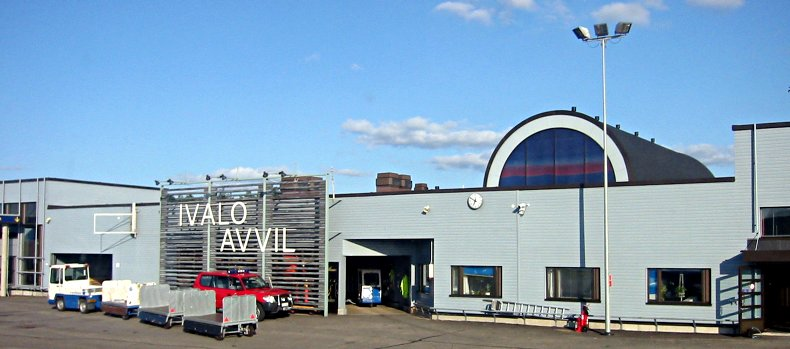

이발로 공항(Ivalo Airport, IATA: IVL, ICAO: EFIV, 핀란드어: Ivalon lentoasema, 북부 사미어: Avvila girdingieddi, 이나리 사미어: Avveel kirdemkieddi, 스콜트 사미어: Âʹvvel ǩeʹrddemǩedd, 스웨덴어: Ivalo flygplats)은 핀란드 이나리 이발로의 공항이다. 이발로에서 남서쪽으로 11킬로미터 지점, 사리셀카에서 북쪽으로 25킬로미터 지점에 위치한다. 핀란드의 가장 북쪽에 위치한 공항이다.